# Lepidopus altifrons
Lepidopus altifrons är en fiskart som beskrevs av Nikolai V. Parin och Collette, 1993. Lepidopus altifrons ingår i släktet Lepidopus och familjen Trichiuridae. Inga underarter finns listade i Catalogue of Life.